# 安德莱赫特
安德莱赫特（荷兰语，荷蘭語發音：[ˈɑndərlɛxt] ⓘ，法語發音：[ɑ̃dəʁlɛkt]；按法语发音则译作昂德莱克特）是比利时布鲁塞尔首都大区的一个市镇，属于比利时法语社群和弗拉芒社群，法语和荷蘭語均为官方语言（但法语使用者居多），面积17.91平方千米，人口120,887人（2020年1月1日）。该地以比甲球队皇家安德列治體育會而闻名。

## 人物
- 伊拉斯谟

## 友好城市
安德莱赫特与以下城市和地区结为友好关系：
- 法國 布洛涅-比扬古
- 德国 柏林新克尔恩
- 英国 哈默史密斯和富勒姆區
- 荷蘭 赞丹
- 義大利 马里诺